# Station Garmisch-Partenkirchen
Station Garmisch-Partenkirchen is een spoorwegknooppunt in het zuiden van Bayern. Het is het station van de plaats Garmisch-Partenkirchen en heeft 5 sporen en is categorie 3. Het station wordt dagelijks door circa 50 treinen van DB Regio en een aantal van DB Fernverkehr bediend. Het station ligt aan de spoorlijnen München - Garmisch-Partenkirchen, Innsbruck - Garmisch-Partenkirchen (Mittenwaldbahn) en Garmisch-Partenkirchen - Kempten (Außerfernbahn).

## Geschiedenis
Het eerste station van Garmisch-Partenkirchen werd op 25 juli 1889 geopend als eindstation van de lokale trein van München. Dit was een kopstation in de wijk Partenkirchen. Het lag ten noorden van de rivier Partnach tussen de Professor-Carl-Reiser-Straße en de Herbststraße. Het station werd in eerste instantie dagelijks door vier tot zes paar treinen naar München verbonden.
Op 1 juli 1912 werd de lijn verlengd naar Mittenwald, en het station van Garmisch-Partenkirchen was niet langer een kopstation. De lijn werd tijdens de voortzetting van de Mittenwaldbahn naar Innsbruck op 25 april 1913 elektrisch. In mei 1913 kreeg de Außerfernbahn naar Reutte een verdere verbinding. Deze verbinding was vanaf het begin elektrisch.
Een bijzonderheid was jarenlang de stop van de verbinding tussen Innsbruck en het Oostenrijkse Reutte.

## Huidige station

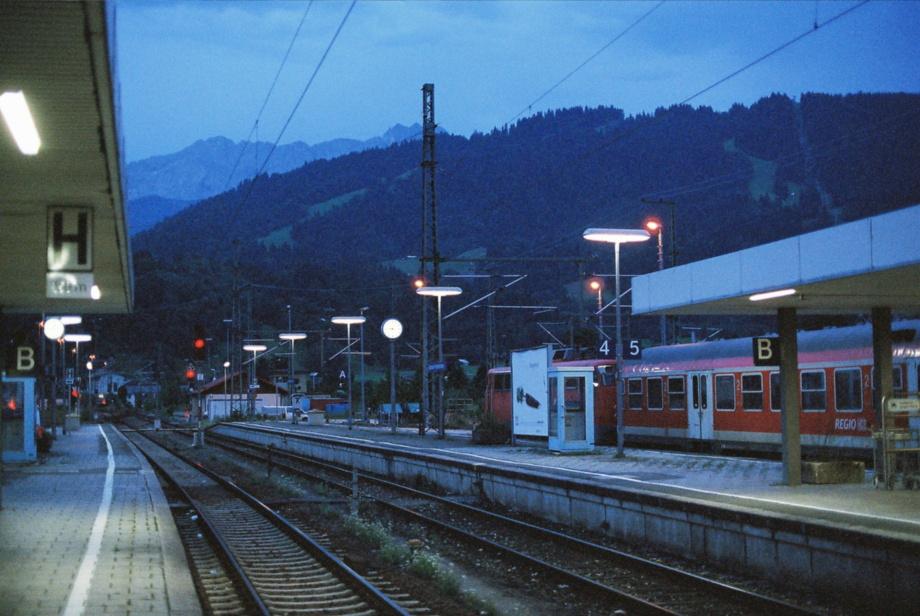
Uitzicht op Mittenwald

Het huidige station ligt tussen de voormalige dorpen Garmisch in het westen en Partenkirchen in het oosten. De rails liggen in het gebied van Garmisch. Het station was hier al voor de vereniging van de twee gemeenten in 1935. Tussen het station en Partenkirchen stroomt de Partnach. De omgeving van het station wordt begrensd door de Bahnhofstraße in het oosten en de Weitfelderstraße en Olympiastraße in het westen.
Onder het station ligt de Sankt-Martin-Straße als onderdoorgang. Het stationsgebouw is in het einde van de jaren 90 gemoderniseerd en gerenoveerd en bevindt zicht oostelijk van de spoorweg en geeft de richting aan naar Partenkirchen. Naast het hoofdperron zijn er nog twee perrons. Daarachter is een parkeer- en goederenstation van vijf sporen.
De perrons zijn bedekt en bereikbaar met de liften en trappen. De daken over de sporen zijn tussen oktober 2009 en januari 2011 vernieuwd en op de perrons zijn geleidestrepen voor blinden en slechtzienden geplaatst. In het stationsgebouw bevinden zich winkels en een ticketservice. Er is toegang tot het openbaarvervoernetwerk, inclusief de lokale bus van de gemeente Garmisch-Partenkirchen.